# Le Garde du corps (film, 2004)
Pour les articles homonymes, voir Le Garde du corps.
Pour plus de détails, voir Fiche technique et Distribution.
Le Garde du corps est un film français réalisé par Sandrine Dumas et sorti en 2004.

## Fiche technique
- Titre : Le Garde du corps
- Réalisation : Sandrine Dumas
- Scénario : Sandrine Dumas
- Photographie : Marc Romani
- Montage : Gwenola Heaulme
- Son : Olivier Grandjean
- Musique : Delphine Ciampi
- Production : Les Films du Rat
- Pays de production :  France
- Durée : 15 minutes
- Date de sortie : Allemagne - février 2004 (Berlinale)

## Distribution
- Morgane Montoriol
- Martin Buisson
- Sophie Borgeaud
- Christophe Loizillon
- Didier Girauldon

## Distinctions
- Mention spéciale (prix du meilleur court métrage) à la Berlinale 2004[1],[2]